# Beeldenroute Westersingel

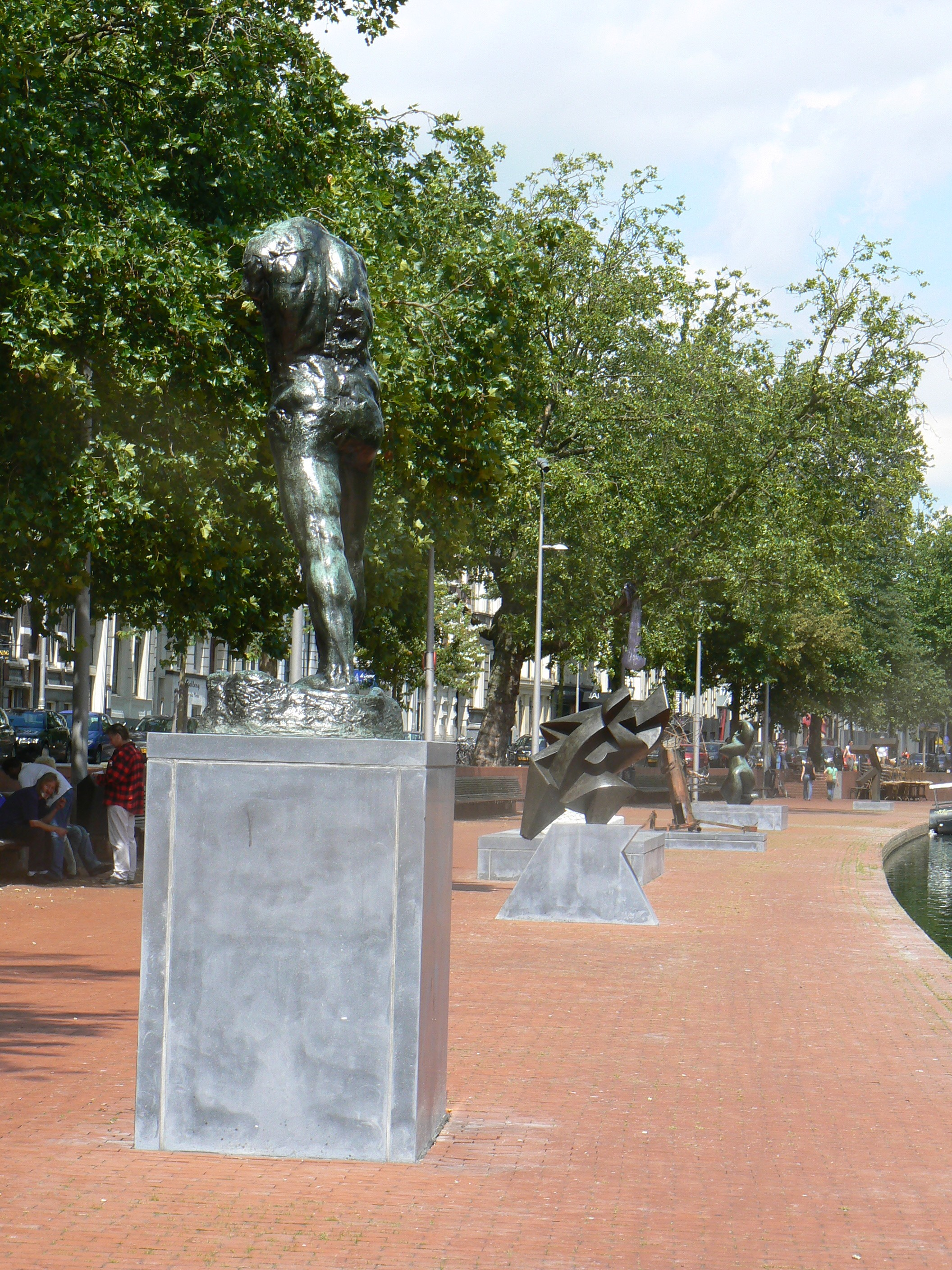
Beeldenterras langs Westersingel

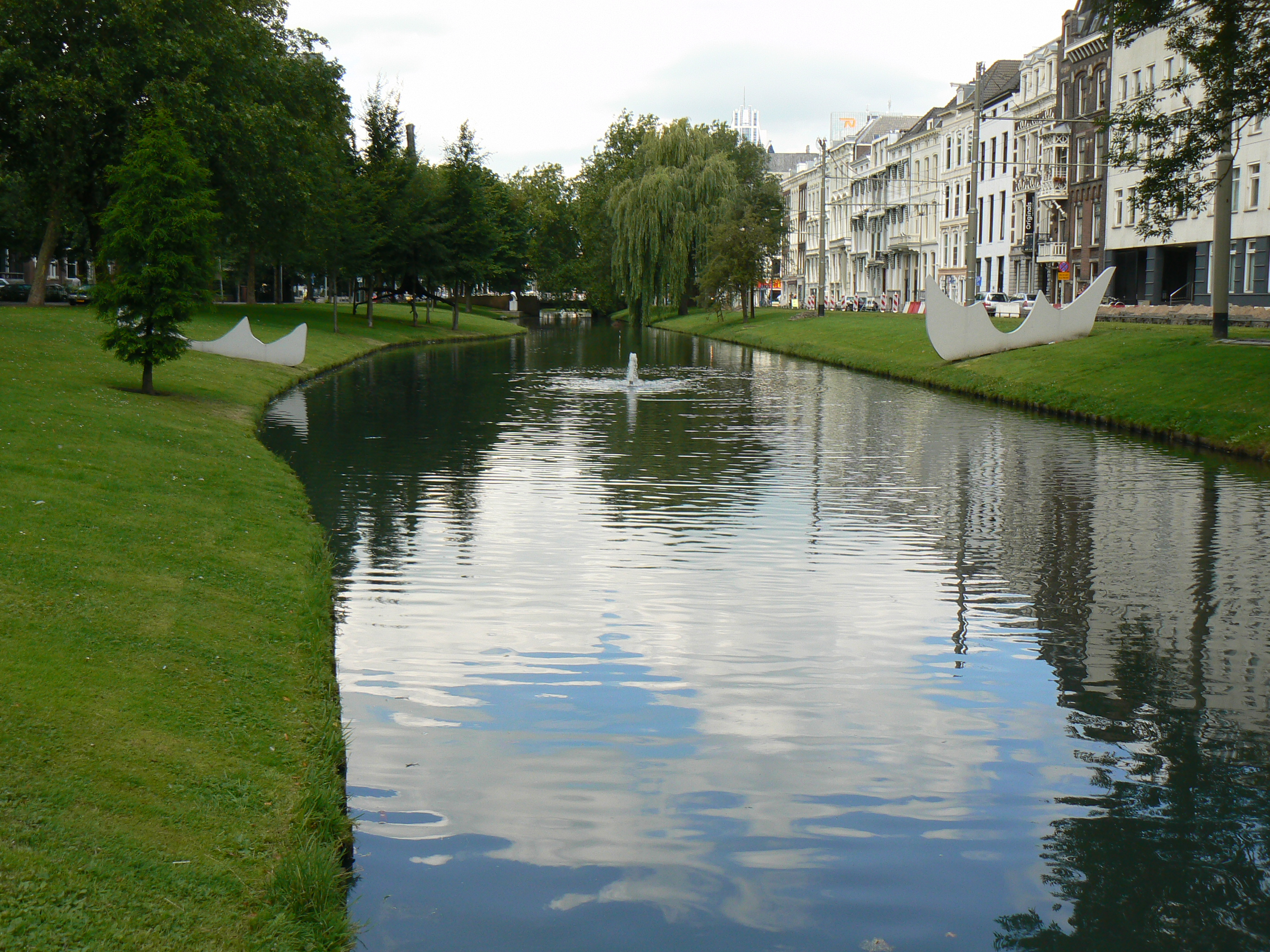
Westersingel tussen Westblaak en Westzeedijk.

De Beeldenroute Westersingel is onderdeel van de zogenaamde Culturele As in Rotterdam. Min of meer langs de route,
die loopt van de Kruiskade tot de Westzeedijk, staan 17 beelden die op drie na alle deel uitmaken van de Internationale Beelden Collectie (IBC) van Rotterdam.

## Beelden op de Beeldenroute
De beeldenroute volgend staan de beelden drie tot en met acht op een terras langs het water.
Kruising Westersingel/Kruiskade:
- 1 Hubert van Lith, Ongebroken verzet (1965)
- 2 Job Koelewijn, Formule B (2001) IBC

Beeldenterras langs Westersingel:
- 3 Joel Shapiro, Zonder Titel (1999) IBC
- 4 Henri Laurens, La Grande Musicienne (1938) IBC
- 5 Carel Visser, Moeder en Kind (2001) IBC
- 6 Umberto Mastroianni, Het afscheid (1955) IBC
- 7 Fritz Wotruba,  Liggende Figuur (1971) IBC
- 8 Auguste Rodin, L'Homme qui Marche (1905) IBC

Eendrachtsplein:
- 9 Paul McCarthy, Santa Claus (2001) IBC

Kruising Westersingel/Westblaak:
- 10 David Bade, Anita (2001) IBC

Westersingel tussen Westblaak en Witte de Withstraat:
- 11 Franz West, Qwertz (2001) IBC

Kruising Westersingel/Witte de Withstraat:
- 12 Pablo Picasso/Nesjar, Sylvette (1970) IBC

Westersingel tussen Witte de Withstraat en Westzeedijk:
- 13 John Blake, De Hals (2000)
- 14 Giuseppe Penone, Elevazione (2001) IBC
- 15 Richard Artschwager, Zonder Titel (1987) IBC
- 16 Frans en Marja de Boer Lichtveld, Zonder Titel (1985)

Westzeedijk:
- 17 Coop Himmelb(l)au, De lange, gele benen van de architectuur (1987) IBC

## Fotogalerij

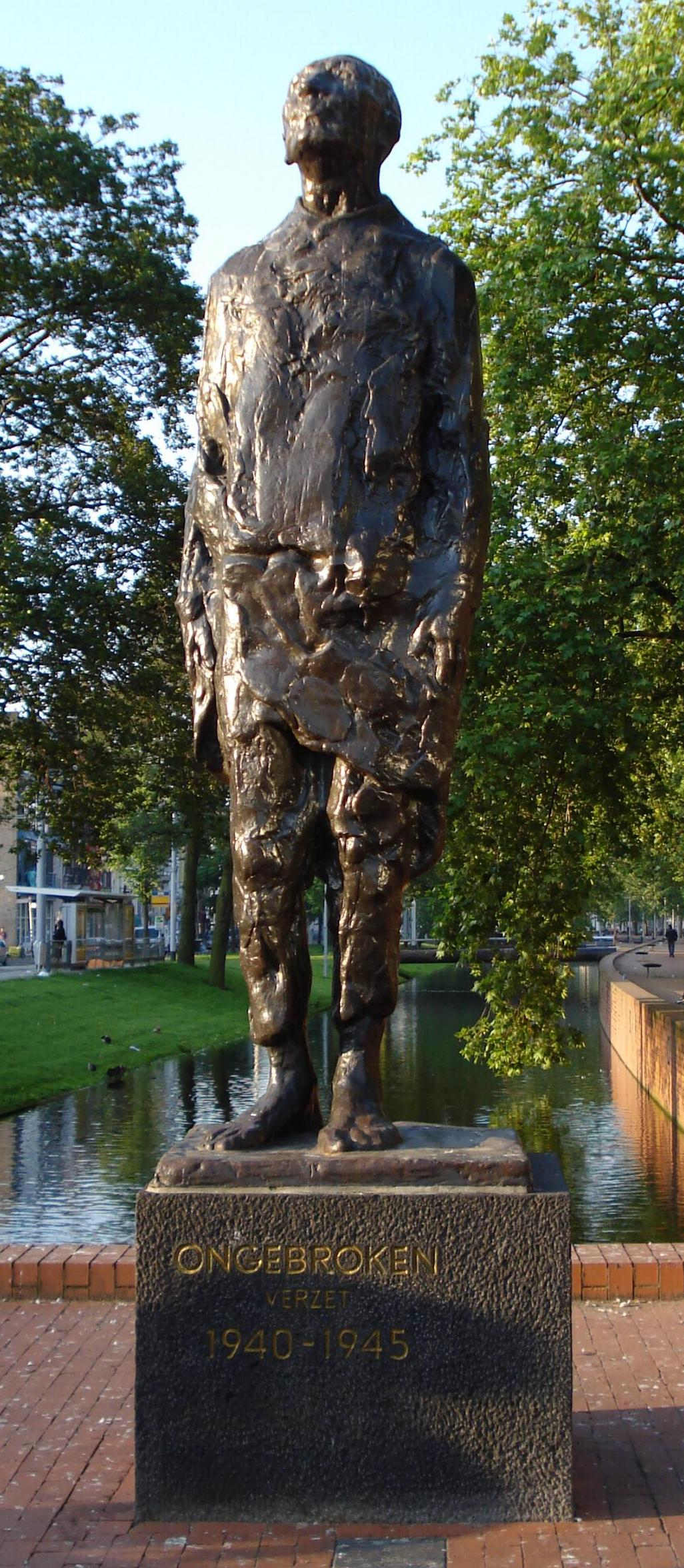
1. Hubert van Lith: Ongebroken verzet
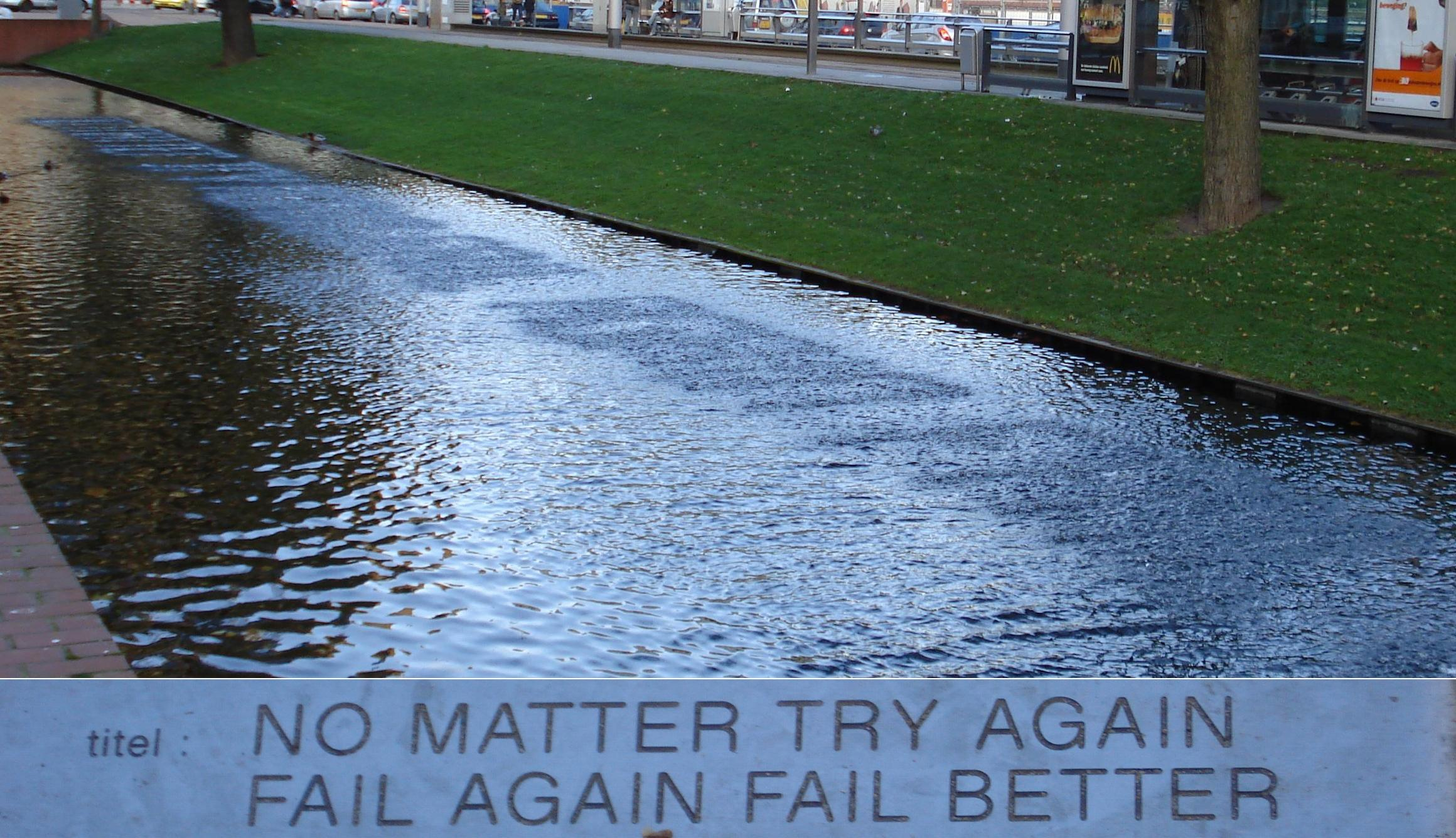
2. Job Koelewijn: Formule B. (Ever tried. Ever failed.) No matter. Try again. Fail again. Fail better van Samuel Beckett
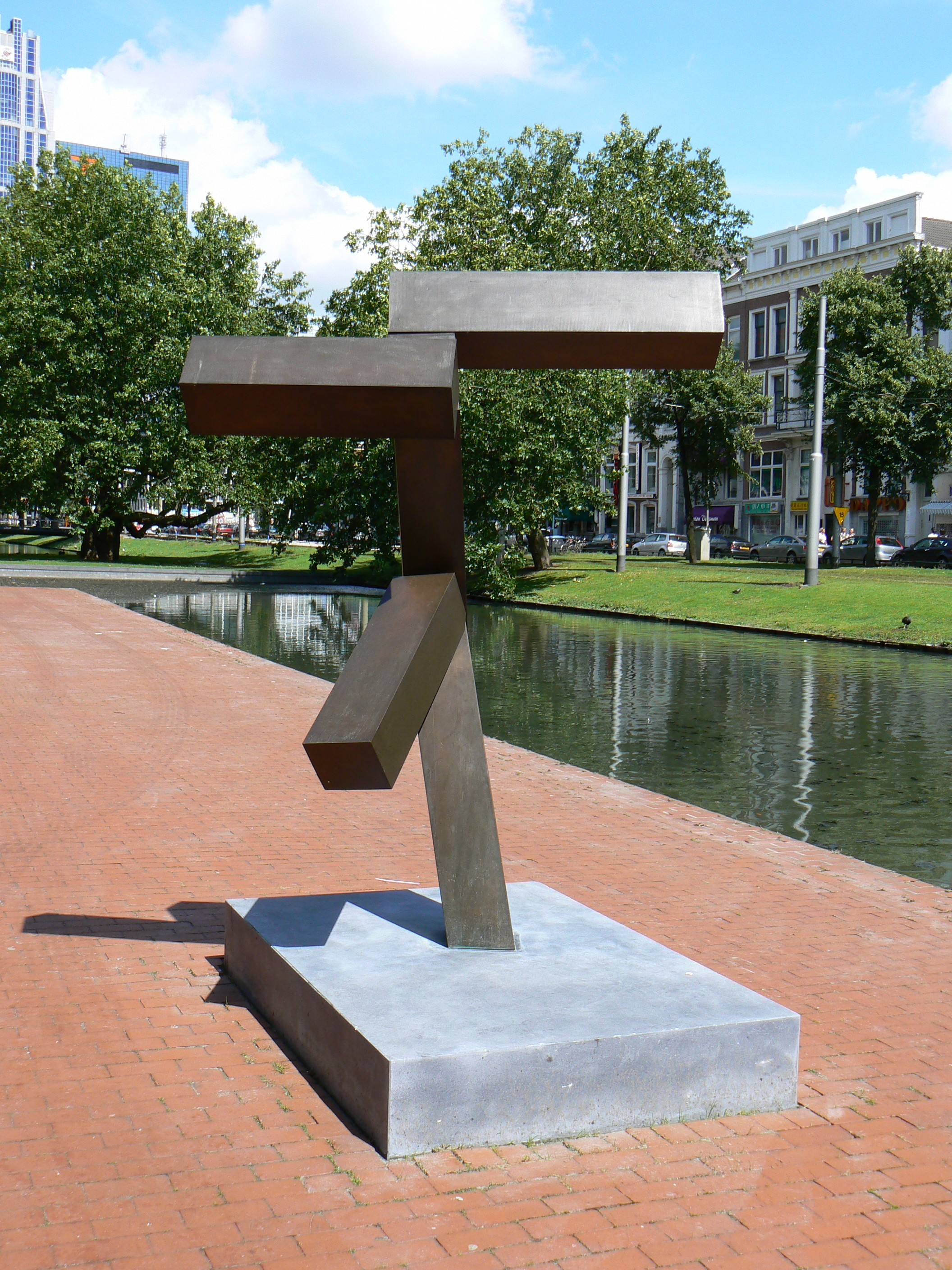
3. Joel Shapiro: Zonder titel
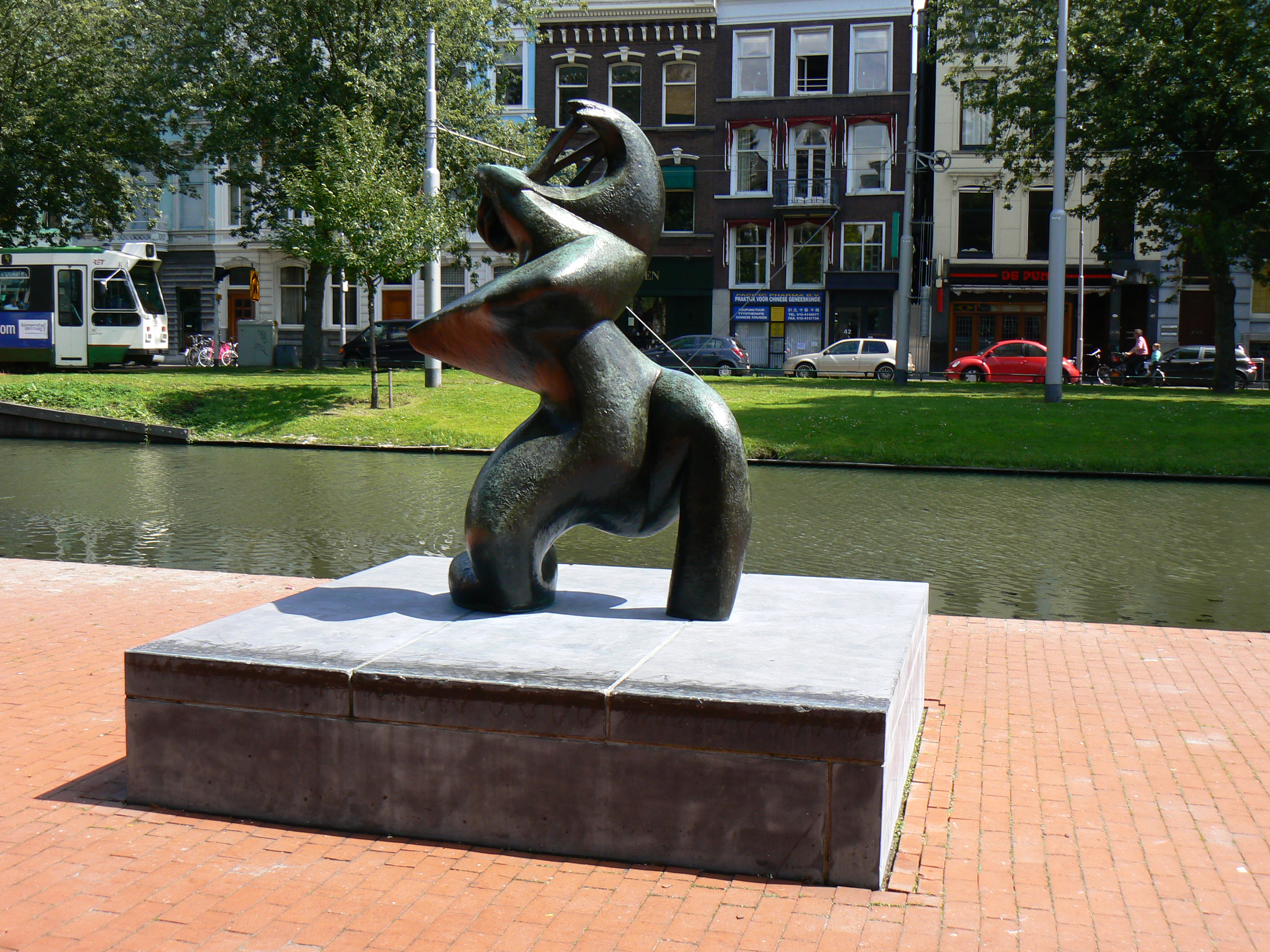
4. Henri Laurens: La Grande Musicienne
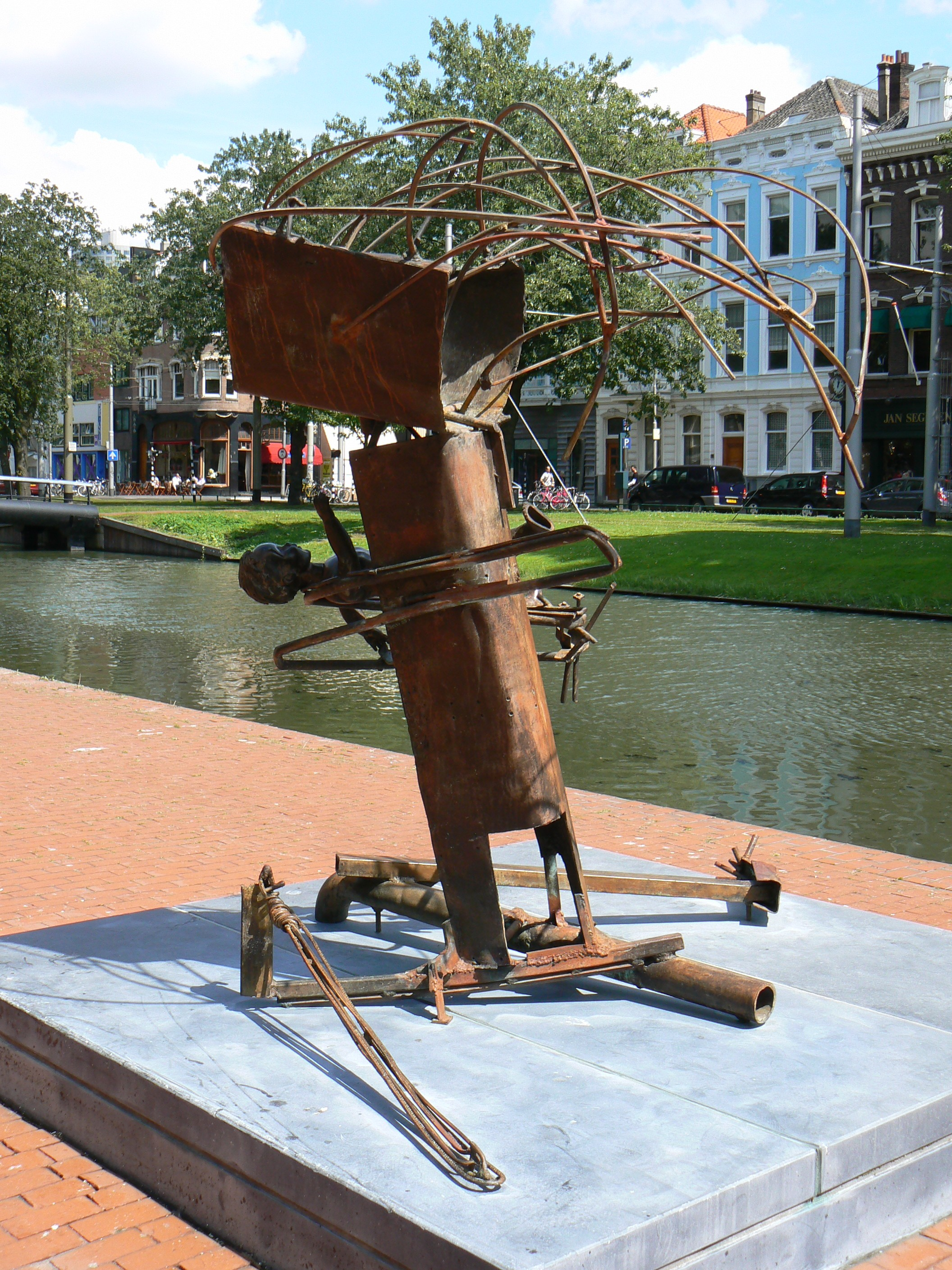
5. Carel Visser: Moeder en Kind
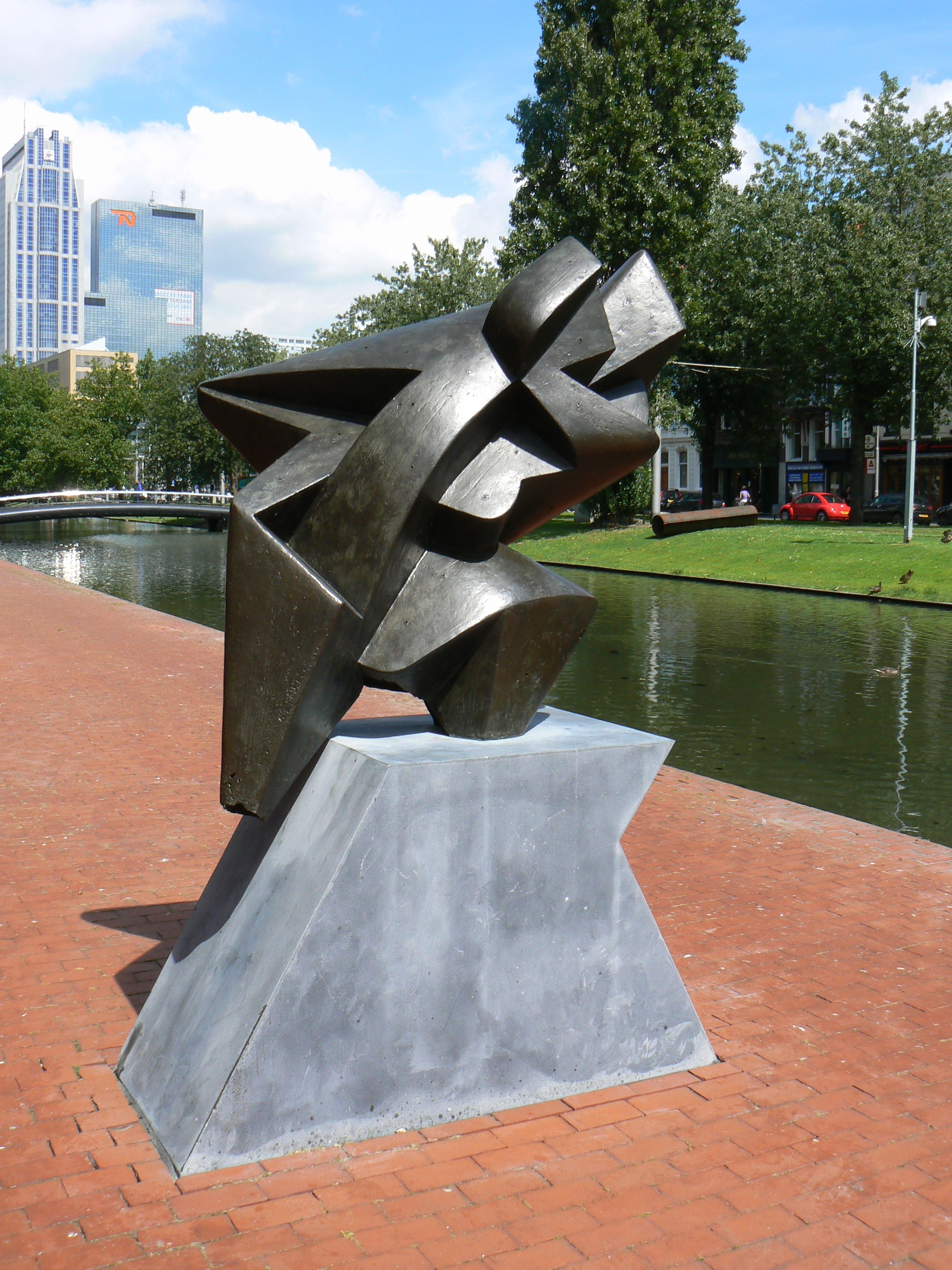
6. Umberto Mastroianni. Het afscheid
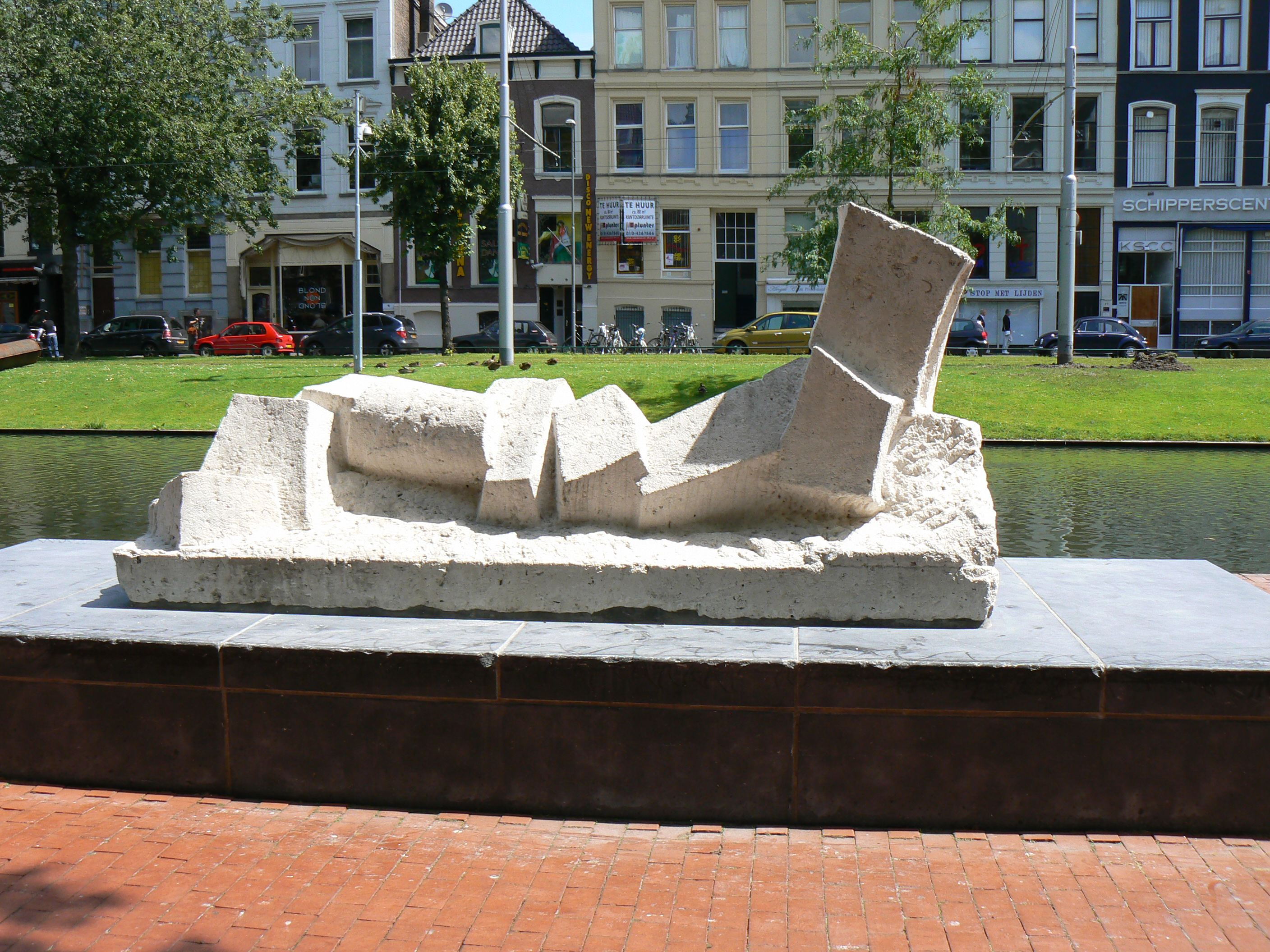
7. Fritz Wotruba: Liggende figuur
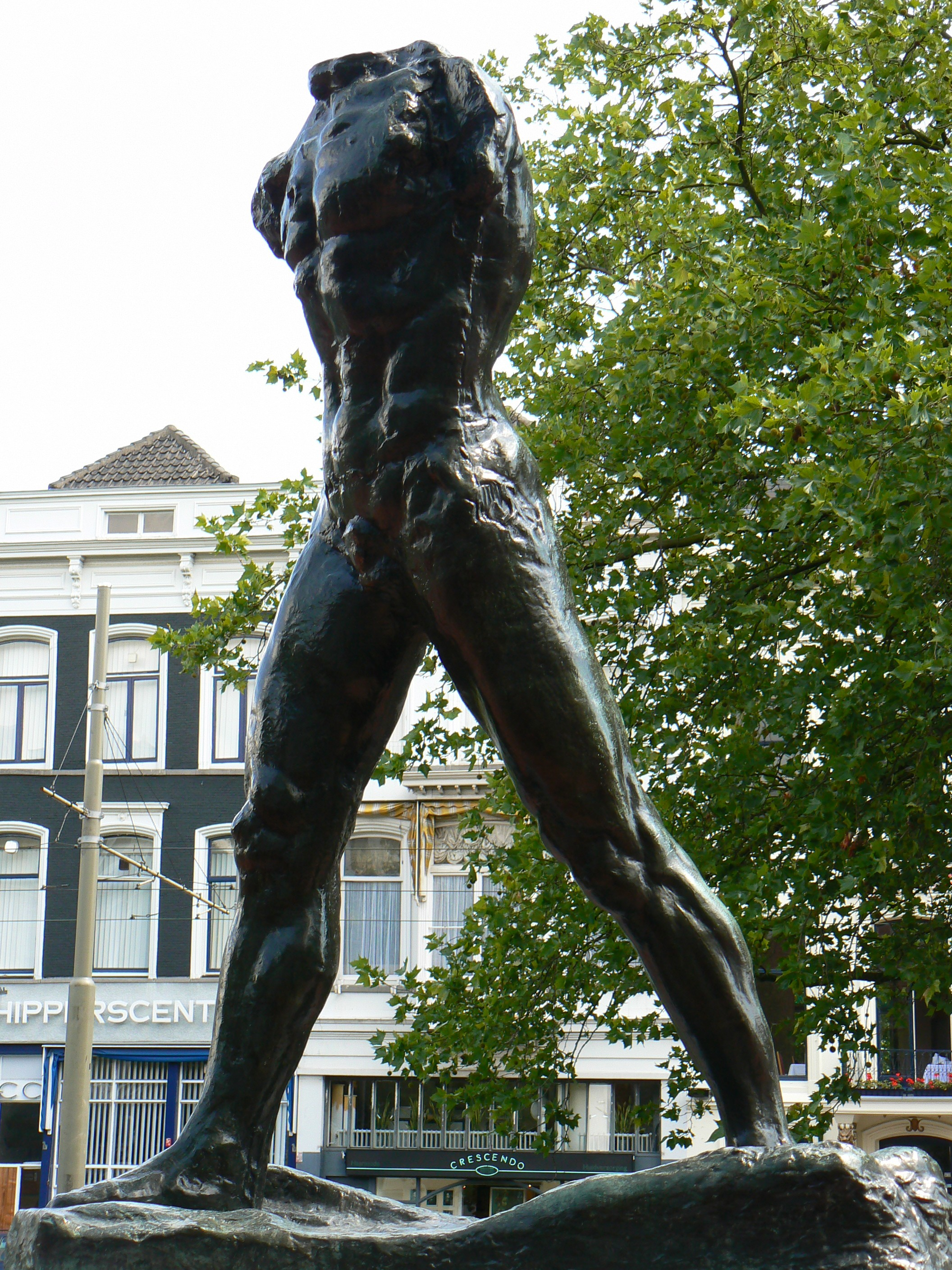
8. Auguste Rodin: L'Homme qui Marche
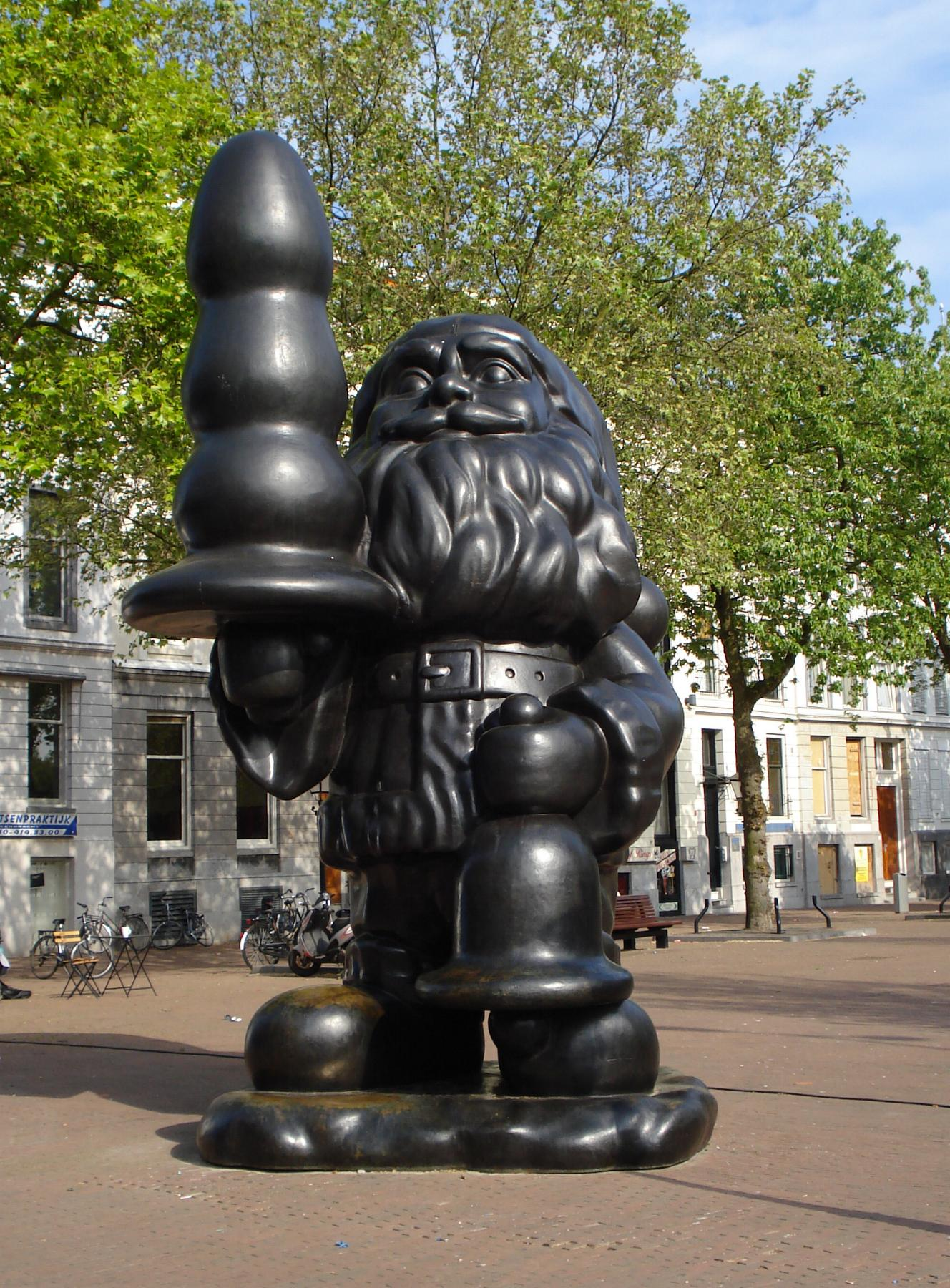
9. Paul McCarthy: Santa Claus
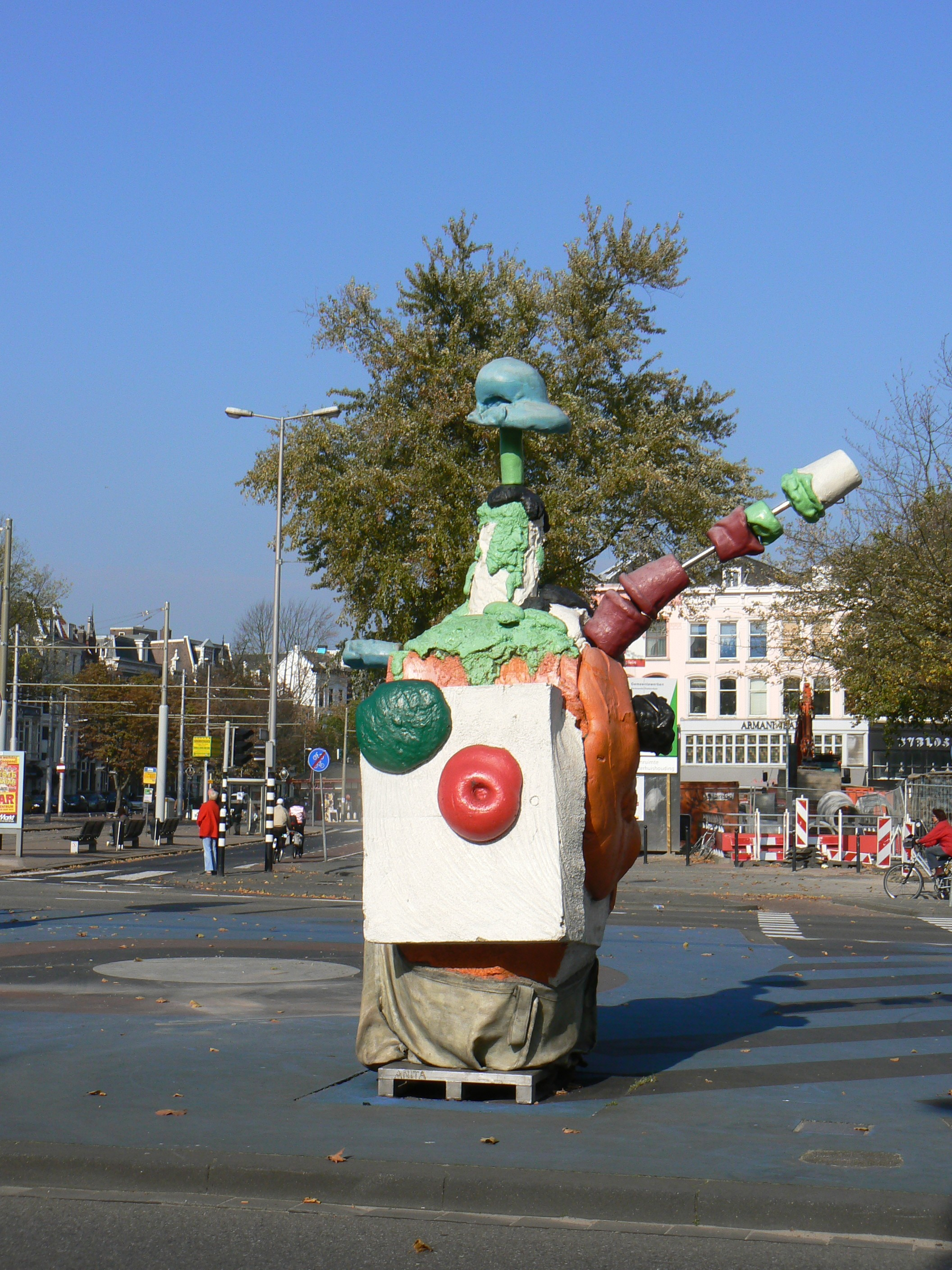
10. David Bade: Anita
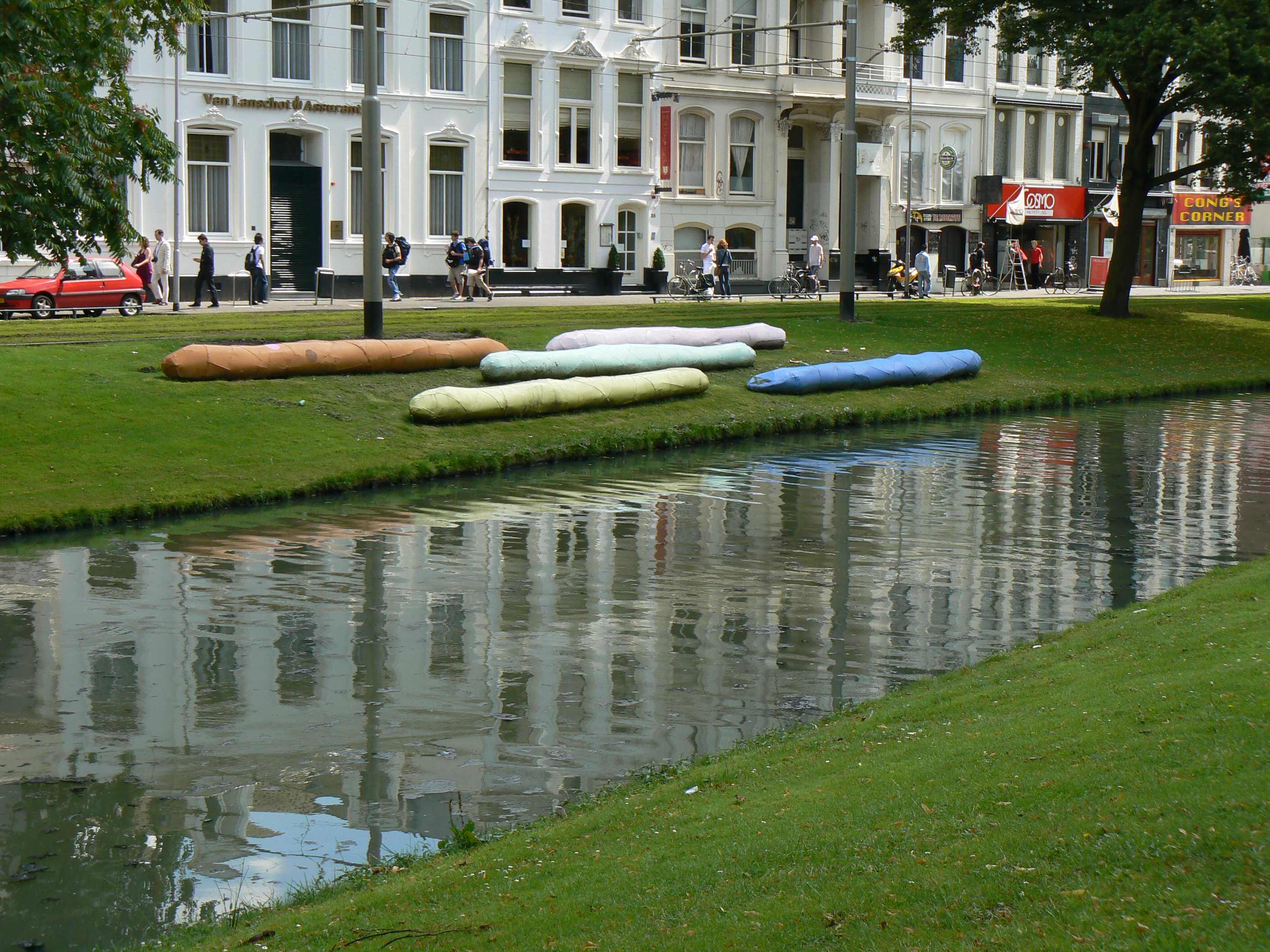
11. Franz West: Qwertz
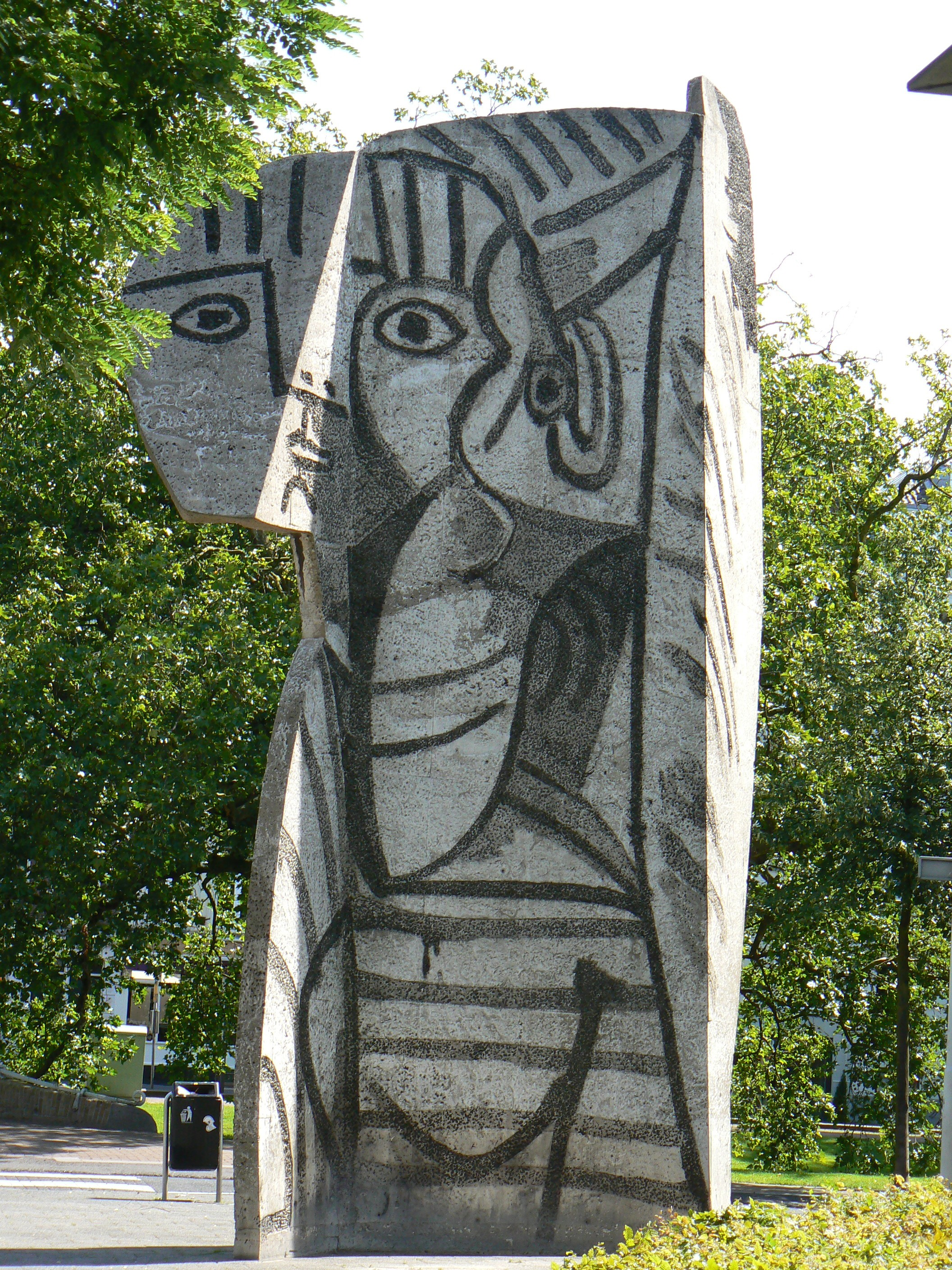
12. Pablo Picasso: Sylvette
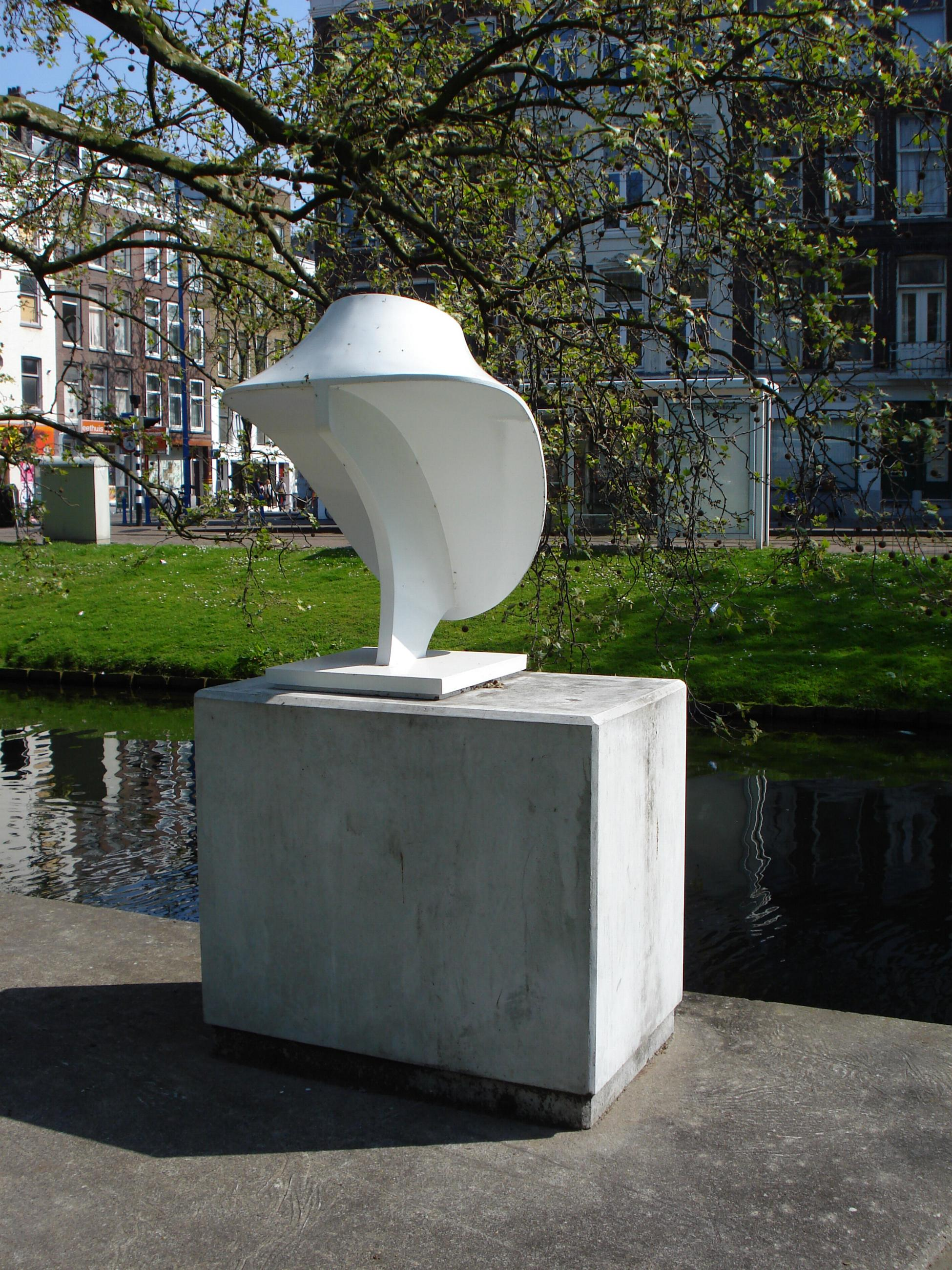
13. John Blake: De hals
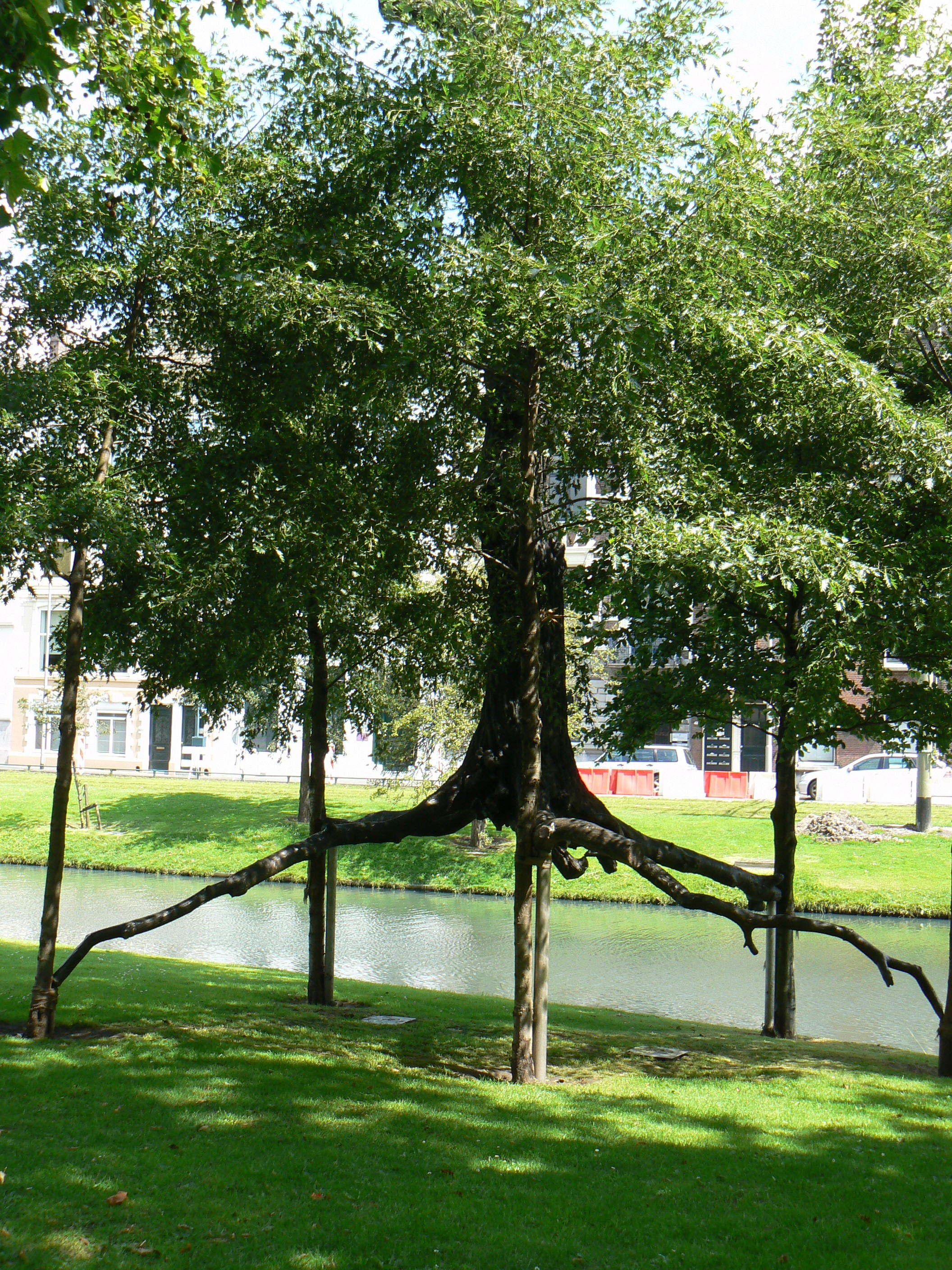
14. Giuseppe Penone: Elevazione
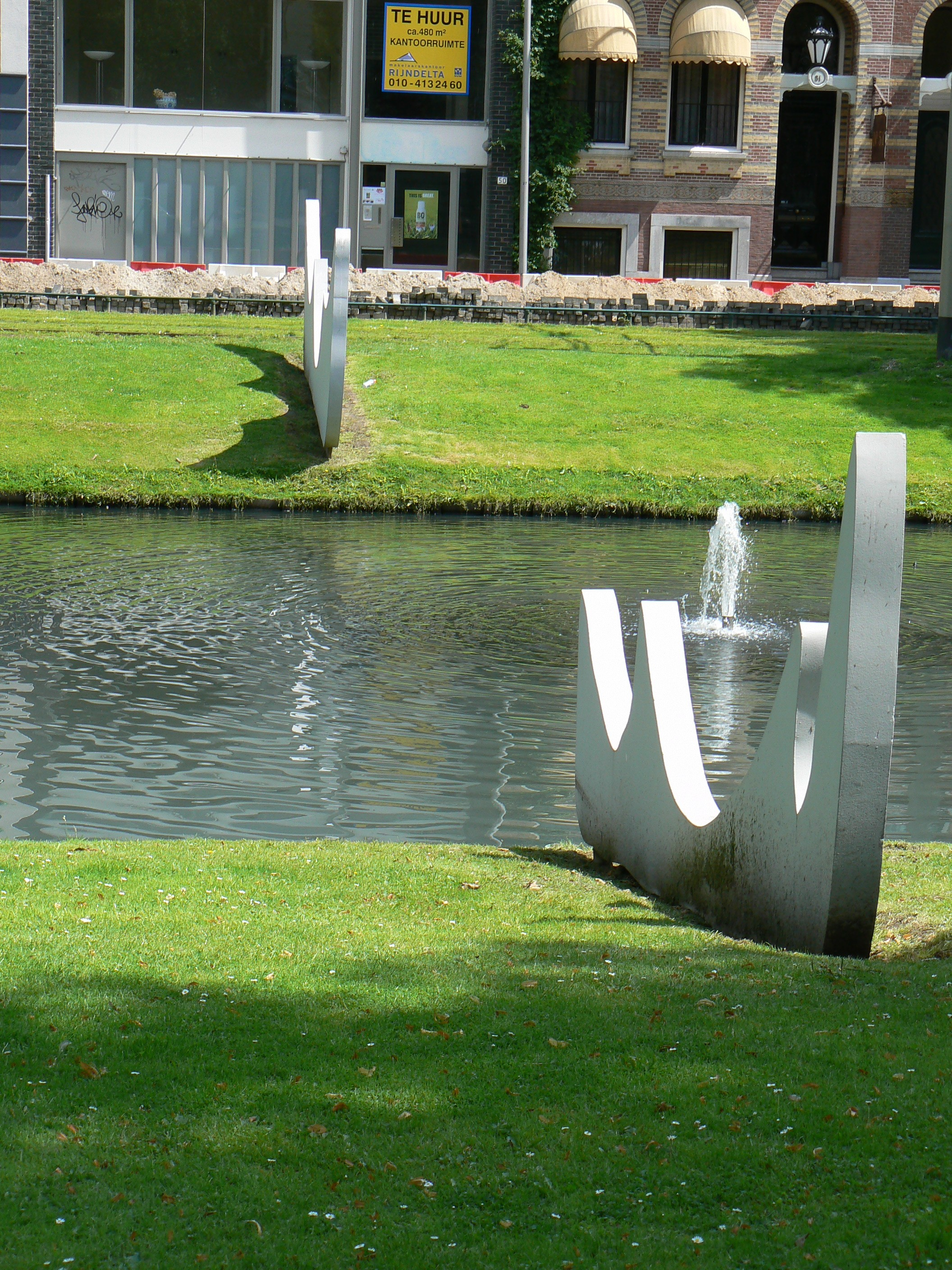
15. Richard Artschwager: Zonder titel
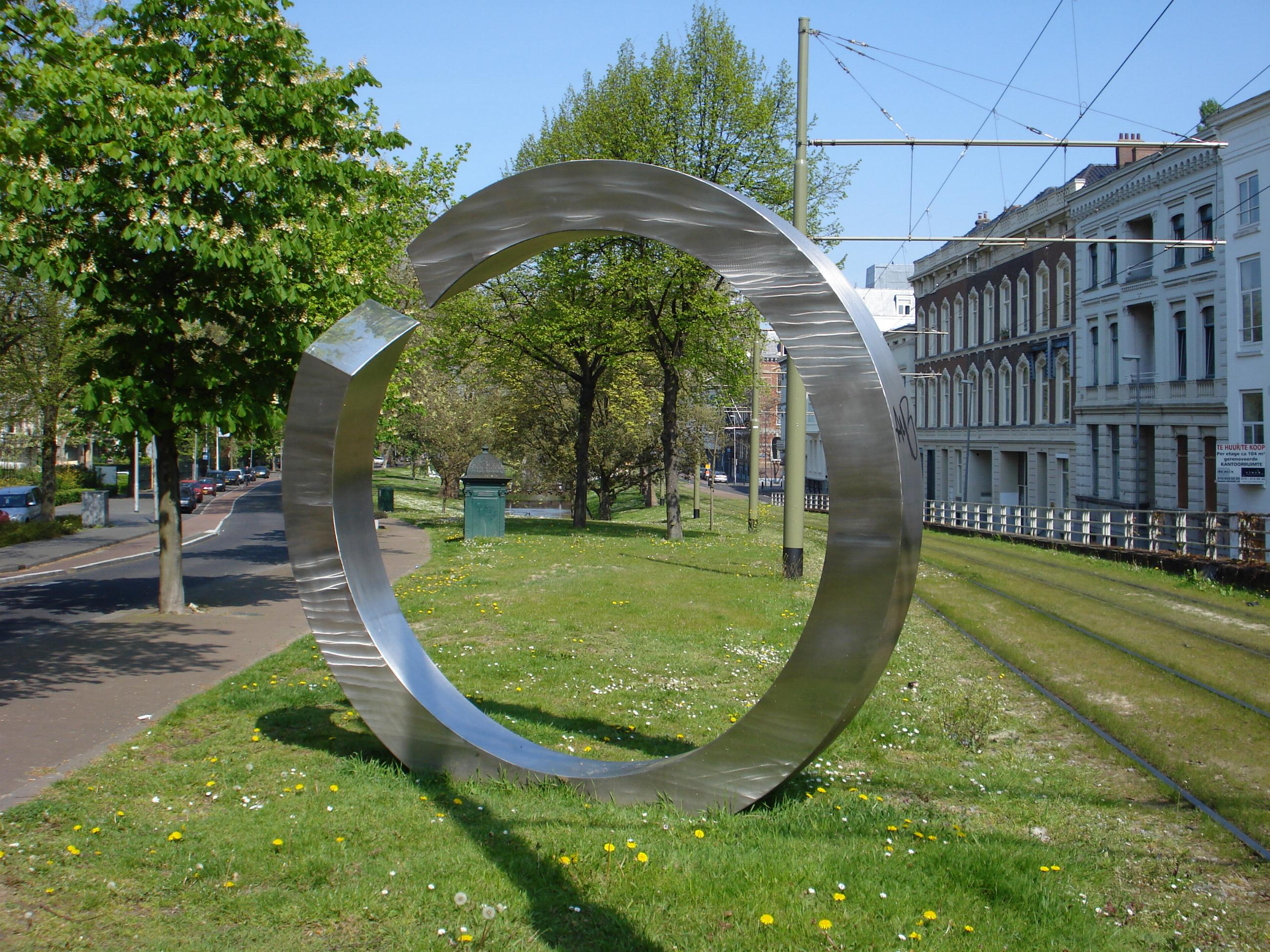
16. Frans en Marja de Boer-Lichtveld: zonder titel
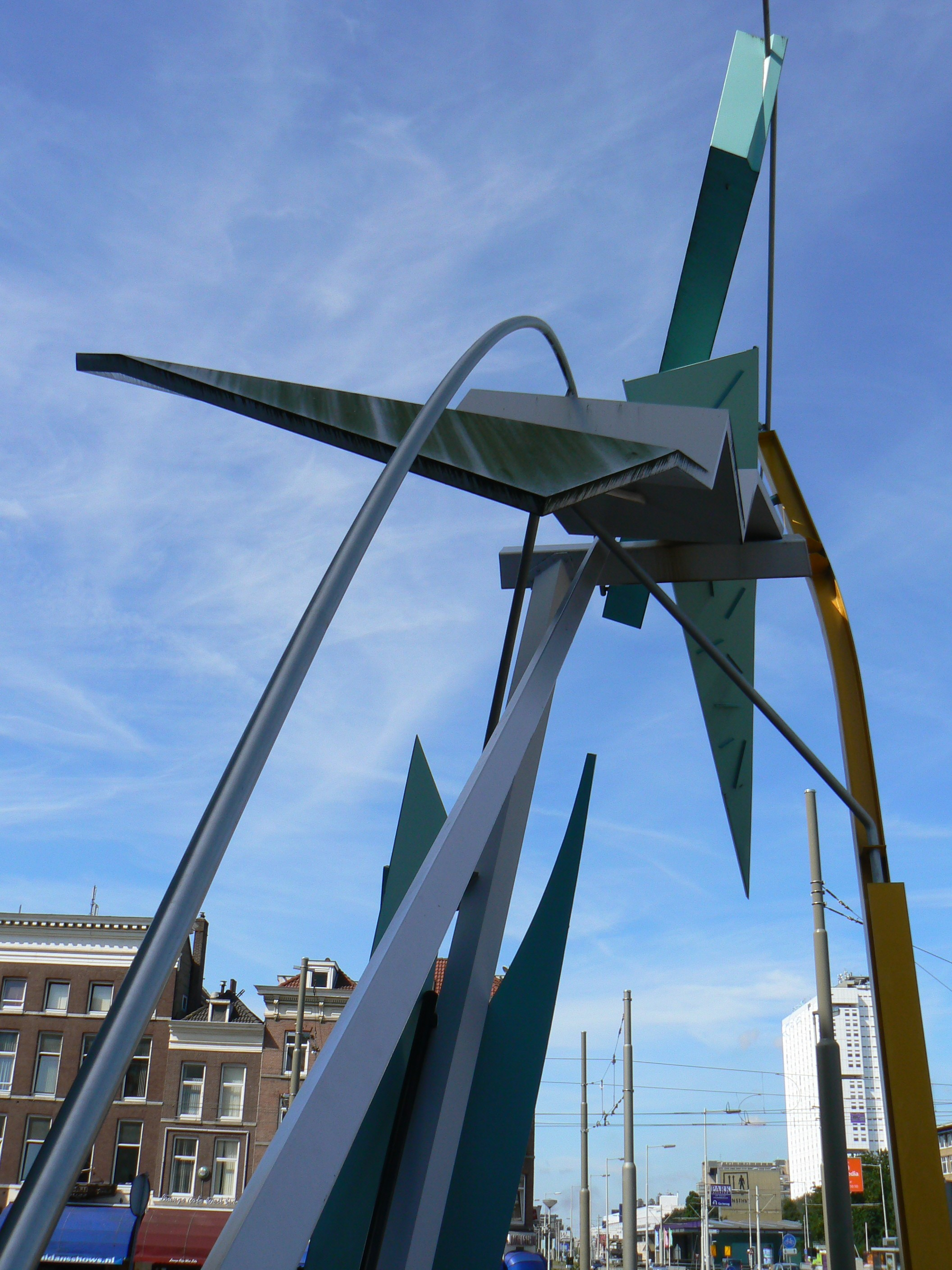
17. Coop Himmelb(l)au: De lange, gele benen van de architectuur